# Lilia Silvi
Pour les articles homonymes, voir Silvi.
Lilia Silvi, née Silvana Musitelli le 23 décembre 1921 à Rome et morte le 27 juillet 2013 à Nettuno, est une actrice italienne. C'est une des divas les plus plébiscitées et les plus populaires des années 1940 ainsi qu'une des actrices les plus représentatives du genre des téléphones blancs.

## Biographie
Après avoir fréquenté l'école de danse de l’Opéra de Rome, Lilia Silvi fait sa première apparition au cinéma alors qu'elle est encore adolescente sous le pseudonyme di Alice D'Artena en 1935 dans le film Il cantico della terra, connu également sous le nom La capanna dell'amore de Salvatore Fernando Ramponi. Elle participe également au célèbre Monsieur Max de 1937, mais c'est avec un film réalisé par Max Neufeld, Assenza ingiustificata, où elle interprète la « camarade de classe tremblement de terre » de Alida Valli qu'elle obtiendra le succès.
En 1940, elle épouse le footballeur Luigi Scarabello qui apparaîtra dans deux films, Violette nei capelli et Barbablù (it), aux côtés de sa femme, sous le pseudonyme de Sergio Landi. Luigi Scarabello et Lilia Silvi auront deux filles et un garçon. Leur union durera 67 ans, jusqu'à la mort de Scarabello en 2007.

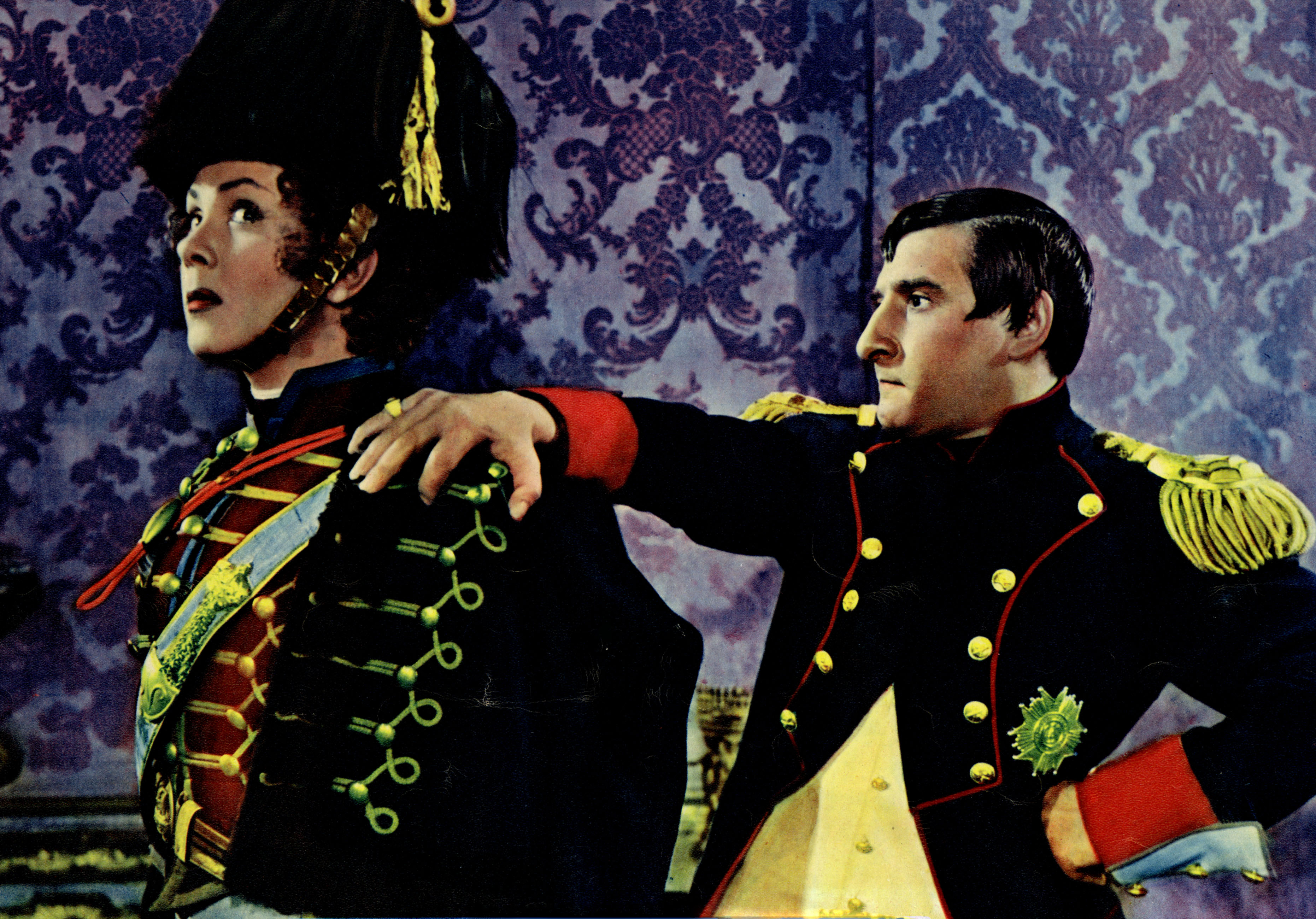
Renato Rascel avec Lilia Silvi dans Napoleone (1951).

Après-guerre, elle aura du mal, à cause du changement de goûts du public, à retrouver le chemin du succès. Elle se dédiera aux revues de théâtre aux côtés de Franco Scandurra (en) et de Carlo Campanini. Elle sera aussi très active au théâtre aux côtés de Filippo Scelzo, Pina Cei, Annibale Betrone et Enzo Biliotti. Elle tentera, en 1951, un retour infructueux au cinéma dans  (film 1951) de Carlo Borghesio. Elle se décide alors à dire adieu au monde du spectacle pour se consacrer à la vie de famille.
Elle participe, après des décennies d'absence sur les plateaux, au film Gianni et les Femmes de Gianni Di Gregorio sorti en 2011.

## Hommages
En 2011, Lilia Silvi apparaît également dans le film-documentaire In arte Lilia Silvi, conçu et réalisé par Mimmo Verdesca. En 2012, ce film a remporté le Ruban d'argent du meilleur documentaire consacré au cinéma. L'actrice y raconte pour la première fois sa vie et sa carrière.
Le 4 novembre 2011, à la Maison du cinéma de Rome, à l'occasion de la projection officielle du documentaire In arte Lilia Silvi, dans le cadre de la 6e édition du Festival international du film de Rome, Lilia Silvi a reçu des mains de l'actrice Giovanna Ralli le prix Chioma di Berenice pour sa carrière.
Le 9 janvier 2012, Lilia Silvi est l'invitée d'honneur d'une soirée-évènement pour ses 90 ans au Teatro Eliseo de Rome, avec la projection du film-documentaire qui lui est consacré. Le 6 avril 2012, elle est invitée en même temps que le réalisateur Mimmo Verdesca à l'émission télévisée Apprescindere sur Rai3 animée par Pino Strabioli.
Le 15 mai 2013, Lilia Silvi reçoit à Campidoglio le prestigieux prix Marcello Sgarlata.
Elle meurt à 91 ans dans sa maison de Nettuno le 27 juillet 2013.

## Filmographie

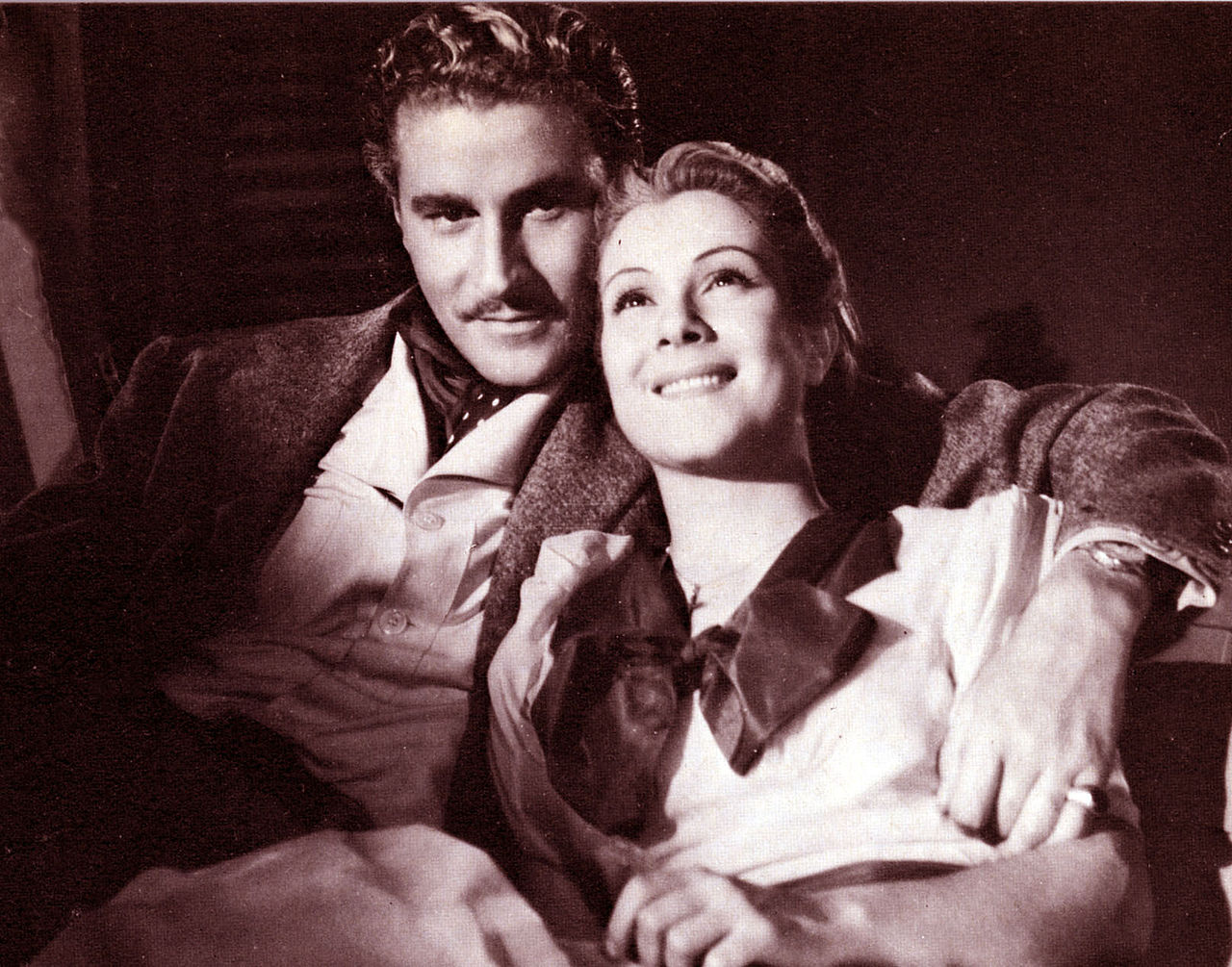
Avec Amedeo Nazzari dans Giorni felici

- 1935 : Il cantico della terra de Salvatore Fernando Ramponi
- 1937 : Monsieur Max de Mario Camerini
- 1938 : Partire (it) de Amleto Palermi
- 1939 : Assenza ingiustificata de Max Neufeld
- 1940 : Scarpe grosse (it) de Dino Falconi
- 1940 : Il segreto di Villa Paradiso (it) de Domenico Gambino
- 1940 : Arditi civili (it) de Domenico Gambino
- 1940 : Giù il sipario de Raffaello Matarazzo
- 1940 : Dopo divorzieremo (it) de Nunzio Malasomma
- 1941 : El marido provisional de Nunzio Malasomma
- 1941 : Barbablù (it) de Carlo Ludovico Bragaglia
- 1941 : Scampolo de Nunzio Malasomma
- 1942 : Violette nei capelli de Carlo Ludovico Bragaglia
- 1942 : La bisbetica domata (it) de Ferdinando Maria Poggioli
- 1943 : Giorni felici de Gianni Franciolini
- 1943 : La vispa Teresa de Mario Mattoli
- 1944 : Le Diable au collège de Jean Boyer
- 1946 : Biraghin (it) de Carmine Gallone
- 1950 : Napoleone de Carlo Borghesio
- 2011 : Gianni et les Femmes (Gianni e le donne) de Gianni Di Gregorio
- 2011 : In arte Lilia Silvi (it) de Mimmo Verdesca

## Crédit de traduction
- (it) Cet article est partiellement ou en totalité issu de l’article de Wikipédia en italien intitulé « Lilia Silvi » (voir la liste des auteurs).